# Swietłana Grankowska
Swietłana Anatoljewna Grankowska (ros. Светлана Анатольевна Гранковская, ur. 22 lutego 1976 w Charkowie) – rosyjska kolarka torowa, czterokrotna mistrzyni świata.

## Kariera
Pierwszy sukces Swietłana Grankowska osiągnęła w 2001 roku, kiedy na mistrzostwach świata w Antwerpii zdobyła złoty medal w sprincie indywidualnym. Na rozgrywanych dwa lata później mistrzostwach świata w Stuttgarcie Grankowska była najlepsza w tej samej konkurencji oraz w keirinie. W 2004 roku brała udział w igrzyskach olimpijskich w Atenach, gdzie była czwarta w sprincie, przegrywając walkę o brązowy medal z Anną Meares z Australii. Na tych samych igrzyskach była także dziewiąta w wyścigu na 500 m. W tym samym roku zdobyła także kolejny złoty medal w sprincie podczas mistrzostw świata w Melbourne. Startowała także na igrzyskach olimpijskich w Pekinie w 2008 roku, ale rywalizację w sprincie indywidualnym ukończyła na dziewiątej pozycji.